# Accattone
Accattone este un film din 1961 scris și regizat de Pier Paolo Pasolini. O lucrare care marchează debutul său în regie.
Accattone poate fi considerată transpunerea cinematografică a operelor sale literare anterioare. În acest film își urmărește propria idee de narațiune epică și tragică.
A fost inclus în lista celor 100 de filme italiene de salvat (100 film italiani da salvare).

## Prezentare
„Accattone” este porecla lui Vittorio Cataldi, un cerșetor roman al cărui stil de viață este marcat de „supraviețuire” zi de zi. Accattone este susținut de o prostituată, Maddalena, „furată” de la un napolitan care a ajuns în închisoare. Maddalena ajunge în închisoare. Accattone, lăsat fără bani, cunoaște foamea. Într-o zi o întâlnește pe Stella, o fată care încearcă să se convingă să se prostitueze, dar între timp se îndrăgostește de ea. Dragostea pentru Stella îl împinge pe Accattone să-și caute un loc de muncă, câștigând o viață cinstită, dar „răscumpărarea” nu durează mult, de fapt se întoarce curând să fure. După un mic furt, dă peste poliție și în scăpare cade pe o motocicletă și moare, îndeplinind astfel soarta care a cântărit asupra lui de la început.

## Distribuție
- Franco Citti - Vittorio "Accattone" Cataldi
- Franca Pasut  - Stella
- Silvana Corsini  - Maddalena
- Paola Guidi - Ascenza
- Adriana Asti - Amore
- Luciano Conti - Il Moicano
- Luciano Gonini - Piede D'Oro
- Renato Capogna - Renato
- Alfredo Leggi - Papo Hirmedo
- Galeazzo Riccardi - Cipolla
- Leonardo Muraglia - Mammoletto
- Giuseppe Ristagno - Peppe
- Roberto Giovannoni - The German
- Mario Cipriani - Balilla
- Roberto Scaringella - Cartagine
- Silvio Citti - Sabino
- Monica Vitti (nemenționat) - Ascenza (voce)